# Донецки областен драматичен театър
Донецкият областен драматичен театър (на украински: Донецький обласний драматичний театр) е бил първият и най-голям театър в град Мариупол в Южна Украйна. Съвременната сграда на театъра е била построена през 1960 година. На 16 март 2022 година тя е разрушена в резултат от руско въздушно нападение в рамките на нападението на Русия над Украйна.

## История
- През 1847 година за първи път Мариупол е посетен от театрална група. Тъй като в града все още няма сцена, представлението е организирано в хамбар на улица „Екатерининская“.
- 1850 – 1860 – Хамбарът в двора на местния жител Попов се превръща в първата театрална сцена, наречена „Храм на музата Мелпомена“. Сградата предоставя само елементарни условия, но в продължение на няколко сезона се представят множество трупи, в които участват провинциални актьори.
- 1878 – В град Мариупол гостува първата професионална театрална трупа. Началото на Мариуполския театър е поставено от сина на богатия търговец Василий Шаповалов. Кариерите на някои известни за времето си актьори започва оттук.
- 1887 – На 8 ноември официално е открита новопостроената сграда на театъра, на име „Концертна зала“ (впоследствие: „Зимен театър“). Тя има голяма сцена, място за оркестър и аудитория от 800 места.
- 1880 – 1890 – На сцената изпълняват открояващи се майстори на украинското сценично изкуство като М. Кропивницки, И. Карпенко-Кари, П. Саксагански, М. Старлицки и други.
- 1920 – Към Мариуполския театър функционира колективът „Нов театър“ под ръководството на А. Борисоглебски.
- 1934 – Създаден е Вседонецкия музикално-драматичен театър с ръководител А. Смирнов и режисьор А. Искандер.
- 1959 – Театърът получава статута на Държавен Донецки театър.
- 1960 – На 2 ноември е официалното откриване на реконструираната сграда на театъра и на сцената му е поставена първата пиеса.
- 1978 – Театралната трупа празнува 100-годишен юбилей. Колективът е удостоен с награда за значителен принос към театралното изкуство.
- 1985 – Открита е камерна сцена.
- 2022 – На 16 март театърът е в голямата си част разрушен при въздушно нападение по време на Руското нападение над Украйна. В този момент стотици цивилни жители са в театъра и бомбоубежището под него, търсейки закрила.[2][3] Сателитни изображения, заснети преди обстрела, показват, че на пространствата пред и зад сградата на театъра са изписани с големи букви думите „Деца“ в опит да бъдат предупредени руснаците да не обстрелват сградата, която се ползва за убежище от цивилни.[4]

## Галерия
- Исторически снимки
- Театърът през 2019 година
- Поглед отгоре от 2021 година